# Aljaška kolja
Aljaška kolja (lat. Gadus chalcogrammus), vrsta morske ribe iz porodice Gadidae. Raširena je po sjevernom Pacifiku, od Kivalina u Aljaski pa do Japana i Kalifornije.
Naraste maksimalno do 91.0 cm, a najveća izmjerena težina je 3.9 kg.

## Sinonimi
- Theragra chalcogramma (Pallas, 1814)
- Theragra chalcogrammus (Pallas, 1814)

## Vanjske poveznice
|  | Zajednički poslužitelj ima još gradiva o temi Gadus chalcogrammus |
|  | Wikivrste imaju podatke o taksonu Gadus chalcogrammus             |